# Allapoderus armatus
Allapoderus armatus es una especie de coleóptero de la familia Attelabidae.

## Distribución geográfica
Habita en Gabón y República Democrática del Congo.